# 一条内基
一条 内基（いちじょう うちもと）は、戦国時代後期から江戸時代初期にかけての公卿。関白・一条房通の次男。官位は従一位・関白、左大臣。一条家13代当主。号は自浄心院・翫月など。一字名は杏。本能寺の変が起きた時の関白でもある。

## 生涯
天文17年（1548年）、一条房通の次男として誕生。
天文23年（1554年）、19歳離れた兄・兼冬の死により、家督を嗣ぐ。
弘治4年（1558年）元服、正五位下に叙され、永禄3年（1560年）には従三位に進んだ。
永禄8年（1565年）には権大納言となり、天正元年（1573年）には正二位に昇った。
同年6月、内基は上京の火事を理由として朝廷と室町幕府に申請し、一門の土佐一条氏の当主・一条兼定の治める土佐国へ下向、7月4日の段階で在国していた。これは、土佐一条氏の家臣が前途を危惧し、京都の一条本家に救済を願い出たため、内基は兼定を隠居させるために火災を口実に下向したと考えられている。
同年9月、兼定が隠居すると、内基が代わって当主となった兼定の子・万千代の元服を執り行い、偏諱（「内」の1字）を与えて「内政」と名乗らせるとともに、左近衛中将に推挙した。
天正2年（1574年）2月、兼定が中村御所を出て、九州にわたった。従来、兼定は老臣達によって追放されたとされてきたが、実際は内基と長宗我部元親との協議、あるいは内基の了承により、元親が兼定を追放したとされている。また、内基は兼定から内政に家督交代させることにより、土佐一条氏の大名的性格を解体し、元の在国公家に戻す意図があったとされる。内政が中村御所から大津御所に移ったのもその一環であり、元親が内政を後見する体制を「大津御所体制」と呼ぶ研究者もいる。
天正3年（1575年）5月、内基は土佐から帰洛した。同年、内大臣に任ぜられる。
天正4年（1576年）に右大臣、同5年（1577年）には左大臣と昇進を重ね、天正9年（1581年）には正親町天皇の関白、藤氏長者となった。翌年には従一位に昇る。
天正10年（1582年）5月29日、織田信長が毛利輝元討伐のために上洛すると、6月1日に内基は近衛前久らほかの公家と共に本能寺を訪れた。翌2日、本能寺の変が発生し、信長は横死した。
天正12年（1584年）、関白・左大臣を辞し、二条昭実にその地位を譲る（翌年、近衛信輔との間で関白相論となり、豊臣秀吉が関白となる）。
子に恵まれなかったため、後陽成天皇の皇子・九宮を養子とし（一条昭良）、一条家を嗣がせた（これにより一条家は皇別摂家となる）。
慶長16年（1611年）7月2日、薨去。享年64。

## 官職および位階等の履歴
- 弘治4年（1558年）1月　正五位下、右近衛権少将
- 弘治4年（1558年）4月　従四位下
- 永禄2年（1559年）7月　正四位下、左近衛権中将
- 永禄3年（1560年）1月　従三位
- 永禄4年（1561年）8月　権中納言
- 永禄6年（1563年）6月　正三位
- 永禄8年（1565年）12月　権大納言
- 永禄10年（1567年）12月　従二位
- 元亀4年（1573年）6月　正二位
- 天正3年（1575年）11月　内大臣
- 天正4年（1576年）11月　右大臣
- 天正5年（1577年）11月　左大臣
- 天正9年（1581年）4月　関白・氏長者
- 天正10年（1582年）10月　従一位
- 天正12年（1584年）12月　左大臣・関白を辞す

## 系譜
- 父：一条房通（1509-1556）
- 母：家女房
- 妻：不詳
- 養子
  - 男子：一条昭良（1605-1672） - 後陽成天皇の第九皇子

## 偏諱を受けた人物
- 一条内政[注釈 1] - 土佐一条氏当主。「内」の字を受けた経緯は前述の通りである。